# Boris Nabokow
Boris Pawłowicz Nabokow, ros. Борис Павлович Набоков (ur. 1912 w Moskwie, Imperium Rosyjskie; zm. 16 stycznia 1975 w Moskwie, Rosyjska FSRR) – rosyjski piłkarz, grający na pozycji bramkarza, trener piłkarski.

## Kariera piłkarska
W 1929 rozpoczął karierę piłkarską w zespole Stroitieli Moskwa. W 1931 został piłkarzem klubu Sierp i Mołot Moskwa. W latach 1934–1935 służył w marynarce wojskowej, podczas której występował w reprezentacji Floty Oceanu Spokojnego. W 1936 powrócił do Sierpu i Mołotu Moskwa, który po reorganizacji w 1937 przyjął nazwę Metałłurg Moskwa. W 1941 bronił barw Spartaka Odessa. Podczas Wielkiej Wojny Ojczyźnianej brał udział w walkach wojennych. Po zakończeniu wojny został piłkarzem KBF Leningrad. W 1945 został zaproszony do Awangardu Leningrad. W 1946 przeszedł do głównego marynarskiego klubu WMS Moskwa, w którym zakończył karierę piłkarza w roku 1947.

## Kariera trenerska
Jeszcze będąc piłkarzem rozpoczął pracę szkoleniowca. W 1947 prowadził WMS Moskwa, a potem do 1950 roku pomagał trenować piłkarzy klubu. W latach 1956–1962 pracował jako trener w Zarządzie Piłki Nożnej Komisji Sportowej ZSRR. W 1963 został mianowany na stanowisko starszego trenera młodzieżowej reprezentacji ZSRR. W sierpniu 1964 został zaproszony do Paxtakoru Taszkent, którym kierował do listopada 1964. W latach 1965–1968 ponownie pracował jako trener w Zarządzie Piłki Nożnej ZSRR. W 1969 pomagał trenować olimpijską reprezentację ZSRR, a w maju 1972 prowadził olimpijczyków w jednym meczu. Również od 1969 do 1973 pracował jako selekcjoner młodzieżowej reprezentacji ZSRR.
16 stycznia 1975 zmarł w Moskwie w wieku 63 lat.

## Sukcesy i odznaczenia

### Sukcesy piłkarskie
Sierp i Mołot/Metałłurg Moskwa
- brązowy medalista Mistrzostw ZSRR: 1938
- mistrz Grupy B ZSRR: 1936 (jesień)

### Sukcesy trenerskie
Paxtakor Taszkent
- brązowy medalista II grupy Klasy A ZSRR: 1964

### Odznaczenia
- tytuł Mistrza Sportu ZSRR
- ordery i medale bojowe